# Gaetano Ronzoni
Gaetano Ronzoni (Seregno, 26 gennaio 1878 – Milano, 7 febbraio 1940) è stato un medico italiano, pioniere della lotta antitubercolare.

## Biografia
Nacque a Seregno da una famiglia di imprenditori tessili. Si laureó con lode nel 1902 presso la Facoltà di Medicina e Chirurgia dell'Università degli Studi di Pavia sotto la guida di Carlo Forlanini, con la tesi "Ricerche sulle infezioni miste nella tubercolosi polmonare".
Vicino al sindacato cattolico "Lega del lavoro ", attento ai problemi delle classi lavoratrici più deboli, si occupò anche delle implicazioni civili oltre che mediche legate alle malattie, in particolare della tubercolosi. Grazie alla frequentazione di queste classi più disagiate, fu tra i primi ad intuire come la tisi fosse una malattia sociale, cioè correlata non solo alle caratteristiche fisiche ma anche alle condizioni di vita, all'indigenza, igiene e malnutrizione dei pazienti. Sviluppò pertanto i disciplinari medici di condotta igienica e comportamenti sociali ed eventuali soluzioni politiche da usare nella prevenzione e profilassi di questa malattia, unica forma di tutela allora esistente prima dell'avvento degli antibiotici. Fu anche un sostenitore dell'istituzione di forme più avanzate di sanità pubblica e universale e di un sistema di servizi sociali e di aiuto al reddito per la protezione delle fasce più deboli della popolazione.
Fece anche opera di divulgazione sulla malattia con la pubblicazione nel 1908 del giornale:  "La Tubercolosi: Giornale italiano di studi e di lotta sociale contro la tubercolosi".
Chiamato sotto le armi nel 1915 istituì il Reparto di accertamento diagnostico per militari, organizzato per la difesa antitubercolare, riconosciuto dopo la guerra come organismo stabile del Servizio Militare. Sulla base dell'esperienza acquisita durante il conflitto, nel 1919 fu tra i promotori e fondatori del primo Consorzio antitubercolare provinciale italiano, con sede a Milano e l'anno successivo istituì la Fondazione Italiana delle opere Antitubercolare insieme al medico e senatore Pio Foà
Nel 1921 aprì il primo centro ospedaliero italiano dedicato alla ricerca e cura della tubercolosi, "L'istituto di tisiologia di Milano". I tubercolosari fino a quel momento infatti erano considerati strutture di ordine pubblico e svolgevano solo funzioni di isolamento e quarantena ed erano gestiti dai prefetti.
Nel 1924 venne istituita in Italia, presso la neonata Università degli Studi di Milano la cattedra per l'insegnamento universitario della Tisiologia, affidata a Ronzoni che nel 1926 fu eletto membro dell'Unione Internazionale contro la Tubercolosi.
Ronzoni morì nel 1940 ed è sepolto nella cappella di famiglia nel cimitero di Saltirana. A lui è intitolata una via di Milano e sulla facciata della sua abitazione di Palazzo Fagnani a Milano vi è una targa a ricordo.

## Saggi
- Il Dispensario antitubercolare milanese : scopi ed organizzazione – Milano 1911
- La lotta sociale contro la tubercolosi nelle previsioni dell'attuale ordinamento igienico-sanitario - Pisa -1911
- Le moderne istituzioni antitubercolari in Italia : (7. Congresso Internazionale Contro la tubercolosi, Roma 1912
- L'insegnamento di un triennio di esperienza alla Sezione profilattica del Dispensario antitubercolare milanese - Milano 1914
- Le malattie tubercolari in rapporto al servizio militare : con speciale riguardo allo stato attuale di guerra : conferenza Milano 1917
- Il Reparto di accertamento diagnostico centro della organizzazione militare profilattica antitubercolare -Roma 1917
- La tubercolosi polmonare dal punto di vista clinico e sociale Con di U. Carpi B. Agazzi... e altri -Milano - Istituto editoriale scientifico, 1925
- Studi clinici e sociali di tisiologia con A. Bareggi e altri Milano 1927
- Per l'educazione antitubercolare : note di igiene popolare -Roma 1928
- Sulla funzione dei dispensari antitubercolari consorziali nei riguardi della applicazione della legge sulla assicurazione obbligatoria -Roma 1930
- Ambiente rurale e tubercolosi in Italia : rilievi di settore attraverso il dispensario : correlazione, 4. Congresso nazionale per la lotta contro la tubercolosi, Bologna 11-14 ottobre 1931
- La protezione della maternità e infanzia nella Russia del 1934 : note di viaggio - Milano 1935
- La tubercolosi polmonare dell'adulto : Quadri clinici fondamentali -Milano 1936

## Opere filantropiche
Col fratello Luigi, il Ronzoni realizzò numerose opere filantropiche, strutture sanitarie e di ricerca scientifica. Tra le più importanti si ricordano:
- Istituto di ricerche chimiche e biochimiche Giuliana Ronzoni - Milano
- Clinica Giuseppe e Giuliana Ronzoni (oggi ‘’Consultorio Zona 1’’) - Milano
- Fondazione Giuliana Ronzoni e sacerdote Giuseppe Villa – Seregno (MB)
- Ospedale di Seregno Trabattoni Ronzoni - Seregno (MB)
- Opera pia Giuliana Ronzoni  - Cesano Maderno (MB)
- Fondazione Giuseppe e Giuliana Ronzoni – Besozzo (VA)